# Stade Panaad
Le stade Panaad (également orthographié Pana-ad) est un stade multi-usage situé au cœur du parc Pannad et dans le complexe sportif de Bacolod, aux Philippines. Propriété du gouvernement provincial du Negros occidental, il est utilisé pour les matchs de football, et est le stade des rencontres à domicile de la sélection nationale philippine, et le club de Ceres-Negros FC en Philippines Football League. Il a accueilli des épreuves des Jeux de l'Asie du Sud-est 2005 et a été plus tard le lieu des qualifications pour le AFF Suzuki Cup 2007, disputée entre les Philippines, le Cambodge, le Timor oriental, Brunei et le Laos. Le stade a une capacité de 15 500 places.

## Utilisation

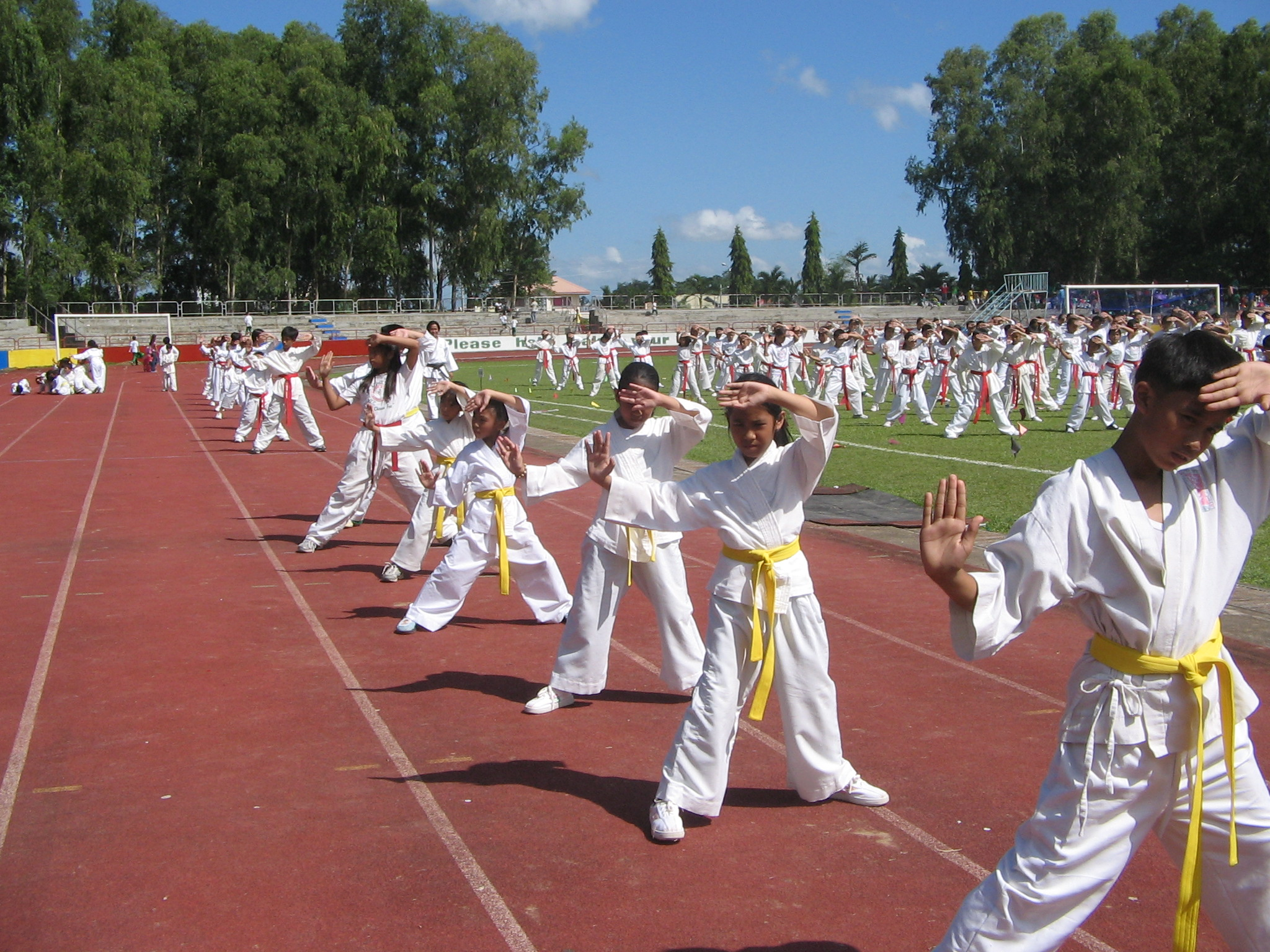
Étudiants en karaté au cours d'une démonstration au stade Panaad.

En plus du terrain de football, le stade dispose d'une piste en tartan et d'un complexe sportif doté d'une piscine olympique, d'un terrain de basket-ball et d'autres installations sportives. Des cabanas se trouvent tout autour de ces installations. Le stade est également le foyer du Festival Panaad sa Negros, une semaine de célébration à laquelle participent toutes les villes et municipalités de la province et qui est organisé chaque année durant l'été. Le festival comporte ainsi des festivités et des démonstrations organisées dans le stade. L'enceinte comporte des répliques de monuments des treize villes et communes du Negros occidental.
Le stade a été à l'origine choisi pour héberger la demi-finale de l'AFF Suzuki Cup 2010 entre les Philippines et l'Indonésie, mais n'a pas été retenu, ne satisfaisant pas aux normes de la Fédération de football d'Asie du Sud-Est.
Le 9 février 2011, le stade accueille un match entre les Philippines et la Mongolie, comptant pour la qualification pour l'AFC Challenge Cup, devant 20 000 personnes.
Début 2016, le stade est rénové pour accueillir les matches à domicile du club de Ceres FC, engagé en Coupe de l'AFC. Des sièges en fibre de verre dans la tribune principale pour les VIP et une tribune de presse sont installés. Des installations réservées aux médias sont également rénovées, en particulier la zone de presse, les espaces VIP, la salle de conférence de presse et les salles de travail. Un salon VIP et un nouveau système de climatisation sont mis en place. En février, l'Association du Negros occidental de football, améliore également l'éclairage du stade.